# 托登肖爾鎮區 (明尼蘇達州奧特泰爾縣)
托登肖爾鎮區（英語：Tordenskjold Township）是位於美國明尼蘇達州奧特泰爾縣的一個行政鎮區。

## 地方資料
托登肖爾鎮區的面積為93.19平方千米，當中陸地面積為79.28平方千米，而水域面積為13.91平方千米。根據2020年美國人口普查的數據，當地共有人口527人，而人口密度為每平方千米5.66人。